# A Rákospalotai EAC 2008–2009-es szezonja
A Rákospalotai EAC 2008–2009-es szezonja szócikk a Rákospalotai EAC első számú férfi labdarúgócsapatának egy idényéről szól.

## Mérkőzések
| Színmagyarázat | Színmagyarázat |
| -------------- | -------------- |
|                | Győzelem.      |
|                | Döntetlen.     |
|                | Vereség.       |

### Soproni Liga 2008–09

#### Őszi fordulók
| 1. forduló 2008. július 26. 20:00 |

| Rákospalotai EAC      | 1 – 1               | Diósgyőr            |
| --------------------- | ------------------- | ------------------- |
| Cseri 27' Kapcsos 45' | (1 – 1) Jegyzőkönyv | Tóth 29' Tchana 90' |

| Budai II László Stadion, Budapest Nézőszám: 1 000 Játékvezető: Szilasi Szabolcs (magyar) |

| 2. forduló 2008. augusztus 2. 20:00 |

| Paksi FC               | 1 – 3               | Rákospalotai EAC                                 |
| ---------------------- | ------------------- | ------------------------------------------------ |
| Tököli 78' Horváth 72' | (0 – 2) Jegyzőkönyv | Lisztes 5' 49' Nyerges 17' 81' Erős 88' Rása 90' |

| Fehérvári úti stadion, Paks Nézőszám: 3 500 Játékvezető: Veizer Roland (magyar) |

| 3. forduló 2008. augusztus 9. 20:00 |

| Rákospalotai EAC                                             | 2 – 3               | Zalaegerszegi TE                                                      |
| ------------------------------------------------------------ | ------------------- | --------------------------------------------------------------------- |
| Nyerges 17' (11-esből) Dancs 51' Erős 60' Dinka 62' Nagy 66' | (1 – 1) Jegyzőkönyv | Waltner 5' (11-esből) Méyé 81' 21' Máté 87' Zsömlye 16' Petneházi 47' |

| Budai II László Stadion, Budapest Nézőszám: 500 Játékvezető: Bede Ferenc (magyar) |

| 4. forduló 2008. augusztus 17. 20:00 |

| Győri ETO                                                         | 4 – 2               | Rákospalotai EAC                                                       |
| ----------------------------------------------------------------- | ------------------- | ---------------------------------------------------------------------- |
| Bajzát 62' 89' 90+3' 58' Kovács 71' Jäkl 25' Šupić 46' Pintér 81' | (0 – 1) Jegyzőkönyv | Dancs 44' 65' Lisztes 76' Erős 58' Nyerges 66' Horváth 82' Szántai 88' |

| ETO Park, Győr Nézőszám: 2 000 Játékvezető: Vad II. István (magyar) |

| 5. forduló 2008. augusztus 23. 20:00 |

| Rákospalotai EAC                          | 1 – 2               | FC Fehérvár                                                                             |
| ----------------------------------------- | ------------------- | --------------------------------------------------------------------------------------- |
| Lisztes 31' Kapcsos 40′ Nagy 70' Kiss 82' | (1 – 0) Jegyzőkönyv | Pavličić 51' 79' Sitku 70' Horváth 22' Farkas 48' Cesar Romero 70' Simek 78' Koller 90′ |

| Budai II László Stadion, Budapest Nézőszám: 600 Játékvezető: Berger József (magyar) |

| 6. forduló 2008. augusztus 30. 20:00 |

| Nyíregyháza Spartacus                                                     | 4 – 0               | Rákospalotai EAC                          |
| ------------------------------------------------------------------------- | ------------------- | ----------------------------------------- |
| Apostu 20' 42' 68' Shevel 78' Luis Ramos 18' Miskolczi 22' Bárányos 90+2' | (2 – 0) Jegyzőkönyv | Erős 22′ Balaskó 34' Rása 79' Cseri 90+1' |

| Nyíregyháza Városi Stadion, Nyíregyháza Nézőszám: 4 000 Játékvezető: Bede Ferenc (magyar) |

| 7. forduló 2008. szeptember 14. 17:30 |

| Rákospalotai EAC                                | 1 – 3               | Újpest                                         |
| ----------------------------------------------- | ------------------- | ---------------------------------------------- |
| Nyerges 3' Kovács 72' Horváth 77′ Balaskó 90+2' | (1 – 3) Jegyzőkönyv | Ćutuk 5' Mijadinoszki 18' Kabát 44' Remili 81' |

| Budai II László Stadion, Budapest Nézőszám: 3 000 Játékvezető: Solymosi Péter (magyar) |

| 8. forduló 2008. szeptember 20. 19:00 |

| BFC Siófok                                     | 1 – 1               | Rákospalotai EAC     |
| ---------------------------------------------- | ------------------- | -------------------- |
| Takács 35' Hegedűs 8' Mogyorósi 53' Ndjodo 64′ | (1 – 0) Jegyzőkönyv | Nyerges 88' Kiss 78' |

| Révész Géza utcai stadion, Siófok Nézőszám: 300 Játékvezető: Veizer Roland (magyar) |

| 9. forduló 2008. szeptember 28. 19:00 |

| Rákospalotai EAC               | 1 – 2               | Haladás                          |
| ------------------------------ | ------------------- | -------------------------------- |
| Torma 62' Szántai 27' Rása 29' | (0 – 1) Jegyzőkönyv | Kenesei 28' (11-esből) Vörös 54' |

| Budai II László Stadion, Budapest Nézőszám: 600 Játékvezető: Szilasi Szabolcs (magyar) |

| 10. forduló 2008. október 4. 18:00 |

| Debreceni VSC                                                                                              | 6 – 2               | Rákospalotai EAC                    |
| --- | ------------------- | ----------------------------------- |
| Szakály 7' Oláh 36' Rudolf 44' (11-esből) Pomper 56' (öngól) Kiss 62' Kerekes 90+2' Takács 20' Komlósi 81' | (3 – 1) Jegyzőkönyv | Jeremiás 18' 64' Erős 29' Cseri 43' |

| Oláh Gábor utcai stadion, Debrecen Nézőszám: 2 000 Játékvezető: Takács János (magyar) Asszisztensek: L. Tóth Lajos Medovarszki János |

| 11. forduló 2008. október 18. 18:00 |

| Rákospalotai EAC        | 0 – 1               | Kecskeméti TE                          |
| ----------------------- | ------------------- | -------------------------------------- |
| Kapcsos 21' Lisztes 79' | (0 – 0) Jegyzőkönyv | Hegedűs 64' Farkas 11' Alempijević 30' |

| Budai II László Stadion, Budapest Nézőszám: 500 Játékvezető: Bognár Tamás (magyar) |

| 12. forduló 2008. október 25. 18:00 |

| Rákospalotai EAC                | 0 – 2               | Vasas                              |
| ------------------------------- | ------------------- | ---------------------------------- |
| Kapcsos 3' Sallai 23' Cseri 78' | (0 – 0) Jegyzőkönyv | Divić 52' Németh 88' Paripović 28' |

| Budai II László Stadion, Budapest Nézőszám: 1 000 Játékvezető: Bede Ferenc (magyar) |

| 13. forduló 2008. november 1. 18:00 |

| Kaposvári Rákóczi                                          | 4 – 1               | Rákospalotai EAC                         |
| ---------------------------------------------------------- | ------------------- | ---------------------------------------- |
| Bozović 15' Zahorecz 43' Nikolics 46' Bogdán 88' Gujić 75' | (2 – 0) Jegyzőkönyv | Torma 62' Rása 73' Dancs 78' Lisztes 78' |

| Rákóczi Stadion, Kaposvár Nézőszám: 2 000 Játékvezető: Arany Tamás (magyar) |

| 14. forduló 2008. november 8. 18:00 |

| Rákospalotai EAC                  | 2 – 5               | Budapest Honvéd                                                    |
| --------------------------------- | ------------------- | ------------------------------------------------------------------ |
| Dancs 28' Lisztes 77' Kőhalmi 22' | (1 – 2) Jegyzőkönyv | Hercegfalvi 15' (11-esből) 75' Diego 41' Genito 57' Stojaković 82' |

| Budai II László Stadion, Budapest Nézőszám: 800 Játékvezető: Solymosi Péter (magyar) |

| 15. forduló 2008. november 15. 15:00 |

| MTK Budapest                           | 0 – 2               | Rákospalotai EAC                                                   |
| -------------------------------------- | ------------------- | ------------------------------------------------------------------ |
| Rodenbücher 18' Bajúsz 42' Kecskés 63' | (0 – 0) Jegyzőkönyv | Nyerges 47' Kiss 76' Cseri 19' Kovács 33' Pomper 65' Esterházy 86' |

| Hidegkuti Nándor Stadion, Budapest Nézőszám: 1 000 Játékvezető: Vad II. István (magyar) |

#### Tavaszi fordulók
| 16. forduló 2009. február 21. 17:00 |

| Diósgyőr                                                            | 2 – 1               | Rákospalotai EAC                           |
| ------------------------------------------------------------------- | ------------------- | ------------------------------------------ |
| Honma 32' Takács 65' (11-esből) 73' Tóth 21' Miličić 53' Bokros 81' | (1 – 1) Jegyzőkönyv | Nyerges 35' (11-esből) Pomper 10' Erős 77' |

| DVTK-stadion, Miskolc Nézőszám: 4 000 Játékvezető: Németh Ádám (magyar) |

| 17. forduló 2009. május 6. 19:00 |

| Rákospalotai EAC       | 1 – 2               | Paksi FC                              |
| ---------------------- | ------------------- | ------------------------------------- |
| Nyerges 24' Pomper 61' | (1 – 2) Jegyzőkönyv | Kiss 6' Szabó 40' Pintér 22' Böde 87' |

| Budai II László Stadion, Budapest Nézőszám: 1 000 Játékvezető: Veizer Roland (magyar) |

- Elhalasztott mérkőzés.

| 18. forduló 2009. március 7. 18:00 |

| Zalaegerszegi TE                  | 2 – 1               | Rákospalotai EAC                |
| --------------------------------- | ------------------- | ------------------------------- |
| Illés 46' Waltner 60' Horváth 34' | (0 – 0) Jegyzőkönyv | Dancs 73' Kovács 60' Pintér 90' |

| ZTE Aréna, Zalaegerszeg Nézőszám: 2 535 Játékvezető: Solymosi Péter (magyar) |

| 19. forduló 2009. március 14. 18:00 |

| Rákospalotai EAC                        | 0 – 0               | Győri ETO            |
| --------------------------------------- | ------------------- | -------------------- |
| Ambrusz 42' Kovács Z. 89′ Kovács B. 90' | (0 – 0) Jegyzőkönyv | Bajzát 14' Stark 61' |

| Budai II László Stadion, Budapest Nézőszám: 400 Játékvezető: Veizer Roland (magyar) |

| 20. forduló 2009. március 21. 18:00 |

| FC Fehérvár                                                          | 4 – 0               | Rákospalotai EAC                 |
| -------------------------------------------------------------------- | ------------------- | -------------------------------- |
| Radović 10' Nagy 45' Farkas 57' (11-esből) Kulcsár 90+2' Vujović 67' | (2 – 0) Jegyzőkönyv | Kőhalmi 26' Ambrusz 49' Erős 63' |

| Sóstói Stadion, Székesfehérvár Nézőszám: 1 163 Játékvezető: Farkas Ádám (magyar) |

| 21. forduló 2009. április 4. 19:00 |

| Rákospalotai EAC                                                   | 1 – 1               | Nyíregyháza Spartacus                |
| ------------------------------------------------------------------ | ------------------- | ------------------------------------ |
| Pomper 26' Kovács 19' Szántai 29' Kőhalmi 57' Dancs 81' Pintér 88' | (1 – 0) Jegyzőkönyv | Hegedűs 73' 83' Perényi 38' Goia 52' |

| Budai II László Stadion, Budapest Nézőszám: 600 Játékvezető: Bognár Tamás (magyar) |

| 22. forduló 2009. április 11. 19:00 |

| Újpest                            | 3 – 0               | Rákospalotai EAC      |
| --------------------------------- | ------------------- | --------------------- |
| Kabát 19' 34' Božić 74' Simon 87' | (1 – 0) Jegyzőkönyv | Varga 15' Ambrusz 36' |

| Szusza Ferenc Stadion, Budapest Nézőszám: 5 027 Játékvezető: Németh Ádám (magyar) |

| 23. forduló 2009. április 18. 19:00 |

| Rákospalotai EAC                                                           | 3 – 1               | BFC Siófok                            |
| -------------------------------------------------------------------------- | ------------------- | ------------------------------------- |
| Tusori 25' (öngól) Torma 63' Nyerges 67' (11-esből) Pintér 44' Szántai 60' | (1 – 0) Jegyzőkönyv | Magasföldi 87' Kogler 47' Hegedűs 67' |

| Budai II László Stadion, Budapest Nézőszám: 500 Játékvezető: Solymosi Péter (magyar) |

| 24. forduló 2009. április 25. 19:00 |

| Haladás              | 1 – 0               | Rákospalotai EAC                                        |
| -------------------- | ------------------- | ------------------------------------------------------- |
| Rajos 21' Kuttor 30' | (1 – 0) Jegyzőkönyv | Ambrusz 21' Sallai 25' Kovács 30' Pomper 77' Pintér 79' |

| Rohonci úti stadion, Szombathely Nézőszám: 4 000 Játékvezető: Andó-Szabó Sándor (magyar) |

| 25. forduló 2009. április 28. 19:00 |

| Rákospalotai EAC | 0 – 4               | Debreceni VSC                                                |
| ---------------- | ------------------- | ------------------------------------------------------------ |
| Erős 58'         | (0 – 2) Jegyzőkönyv | Czvitkovics 4' Rudolf 19' Szilágyi 55' Leandro 59' Rezes 65' |

| Budai II László Stadion, Budapest Nézőszám: 300 Játékvezető: Farkas Ádám (magyar) |

| 26. forduló 2009. május 1. 19:00 |

| Kecskeméti TE                                                  | 5 – 3               | Rákospalotai EAC                                                           |
| -------------------------------------------------------------- | ------------------- | -------------------------------------------------------------------------- |
| Yannick 12' Csordás 36' Litsingi 50' Montvai 57' 84' Koncz 62' | (2 – 3) Jegyzőkönyv | Varga 14' 69′ Torma 30' 40' Kovács 35' Jeremiás 56' Kapcsos 75′ Sallai 80' |

| Széktói Stadion, Kecskemét Nézőszám: 2 000 Játékvezető: Takács János (magyar) |

| 27. forduló 2009. május 9. 19:00 |

| Vasas                               | 1 – 1               | Rákospalotai EAC                                        |
| ----------------------------------- | ------------------- | ------------------------------------------------------- |
| Sowunmi 33' Vukelja 71' B. Tóth 83' | (1 – 0) Jegyzőkönyv | Varga 90+2' Sallai 23' Ambrusz 35' Dancs 62' Pomper 84′ |

| Illovszky Rudolf Stadion, Budapest Nézőszám: 1 500 Játékvezető: Farkas Ádám (magyar) |

| 28. forduló 2009. május 16. 19:00 |

| Rákospalotai EAC                               | 3 – 3               | Kaposvári Rákóczi                                |
| ---------------------------------------------- | ------------------- | ------------------------------------------------ |
| Torma 29' Dancs 60' 66' Kapcsos 63' Kovács 32' | (1 – 2) Jegyzőkönyv | Nikolics 14' 66' Zsolnai 20' Petrók 57' Grúz 64' |

| Budai II László Stadion, Budapest Nézőszám: 500 Játékvezető: Kassai Viktor (magyar) |

| 29. forduló 2009. május 23. 19:00 |

| Budapest Honvéd                           | 1 – 0               | Rákospalotai EAC                |
| ----------------------------------------- | ------------------- | ------------------------------- |
| Hercegfalvi 21' Debreceni 74' Dobos 90+1' | (1 – 0) Jegyzőkönyv | Sallai 30' Pintér 39' Varga 59' |

| Bozsik József Stadion, Budapest Nézőszám: 1 000 Játékvezető: Szilasi Szabolcs (magyar) |

| 30. forduló 2009. május 30. 19:00 |

| Rákospalotai EAC      | 0 – 4               | MTK Budapest                                                  |
| --------------------- | ------------------- | ------------------------------------------------------------- |
| Jeremiás 5' Cseri 29' | (0 – 2) Jegyzőkönyv | Hidvégi 35' Urbán 37' 44' Pátkai 69' Tischler 86' Könyves 22' |

| Budai II László Stadion, Budapest Nézőszám: 620 Játékvezető: Iványi Zoltán (magyar) |

#### A bajnokság végeredménye
| #   | Csapat                    | M  | GY | D  | V  | G+ – G– | GK  | P  | Megjegyzések                  |
| --- | ------------------------- | -- | -- | -- | -- | ------- | --- | -- | ----------------------------- |
| 1.  | Debreceni VSC (B) (I)     | 30 | 21 | 5  | 4  | 70–29   | +41 | 68 | Bajnokok Ligája (selejtező)   |
| 2.  | Újpest (I)                | 30 | 17 | 8  | 5  | 61–38   | +23 | 59 | Európa-liga (2. selejtezőkör) |
| 3.  | Haladás Ú (I)             | 30 | 16 | 5  | 9  | 44–29   | +15 | 53 | Európa-liga (1. selejtezőkör) |
| 4.  | Zalaegerszegi TE          | 30 | 15 | 7  | 8  | 52–44   | +8  | 52 |                               |
| 5.  | Kecskeméti TE Ú           | 30 | 14 | 6  | 10 | 55–44   | +11 | 48 |                               |
| 6.  | FC Fehérvár               | 30 | 14 | 6  | 10 | 42–34   | +8  | 48 |                               |
| 7.  | MTK Budapest CV           | 30 | 13 | 6  | 11 | 43–41   | +2  | 45 |                               |
| 8.  | Győri ETO                 | 30 | 11 | 10 | 9  | 57–41   | +16 | 43 |                               |
| 9.  | Kaposvári Rákóczi         | 30 | 11 | 7  | 12 | 51–46   | +5  | 40 |                               |
| 10. | Vasas                     | 30 | 11 | 5  | 14 | 42–52   | −10 | 38 |                               |
| 11. | Paksi FC                  | 30 | 9  | 8  | 13 | 38–51   | −13 | 35 |                               |
| 12. | Diósgyőr                  | 30 | 9  | 6  | 15 | 29–45   | −16 | 33 |                               |
| 13. | Budapest Honvéd (KGY) (I) | 30 | 8  | 8  | 14 | 31–46   | −15 | 32 | Európa-liga (3. selejtezőkör) |
| 14. | Nyíregyháza Spartacus     | 30 | 7  | 11 | 12 | 32–41   | −9  | 32 |                               |
| 15. | BFC Siófok (K)            | 30 | 8  | 2  | 20 | 30–56   | −26 | 26 | NB II                         |
| 16. | Rákospalotai EAC (K)      | 30 | 3  | 6  | 21 | 33–73   | −40 | 15 | NB II                         |

Utolsó frissítés: 2013. február 19. 
Forrás: MLSZ adatbank 
A rangsorolás alapszabályai: 1. összpontszám, 2. győzelmek száma, 3. egymás elleni eredmények összpontszáma,  4. egymás elleni eredmények gólkülönbsége, 5. egymás elleni eredmények szerzett góljainak száma 6. gólkülönbség, 7. szerzett gólok száma.
(B): Bajnokcsapat, (K): Kieső csapat, (F): Feljutó csapat, (I): Kupainduló, (R): A rájátszás győztese, (KGY): Kupagyőztes

#### Az eredmények összesítése
Az alábbi táblázatban összesítve szerepelnek a Rákospalotai EAC 2008/09-es bajnokságban elért eredményei.
| Ősz/tavasz (forduló)    | Otthon | Otthon | Otthon | Otthon | Otthon | Otthon | Otthon | Idegenben | Idegenben | Idegenben | Idegenben | Idegenben | Idegenben | Idegenben |
| Ősz/tavasz (forduló)    | M      | GY     | D      | V      | LG–KG  | GK     | P      | M         | GY        | D         | V         | LG–KG     | GK        | P         |
| ----------------------- | ------ | ------ | ------ | ------ | ------ | ------ | ------ | --------- | --------- | --------- | --------- | --------- | --------- | --------- |
| Őszi szezon (1–15.)     | 8      | 0      | 1      | 7      | 8–19   | –11    | 1      | 7         | 2         | 1         | 4         | 11–20     | –9        | 7         |
| Tavaszi szezon (16–30.) | 7      | 1      | 3      | 3      | 8–15   | –7     | 6      | 8         | 0         | 1         | 7         | 6–19      | –13       | 1         |
| Összesen (1–30.)        | 15     | 1      | 4      | 10     | 16–34  | –18    | 7      | 15        | 2         | 2         | 11        | 17–39     | –22       | 8         |

#### Helyezések fordulónként
| Forduló  | 1 | 2  | 3 | 4  | 5  | 6  | 7  | 8  | 9  | 10 | 11 | 12 | 13 | 14 | 15 | 16 | 17 | 18 | 19 | 20 | 21 | 22 | 23 | 24 | 25 | 26 | 27 | 28 | 29 | 30 |
| -------- | - | -- | - | -- | -- | -- | -- | -- | -- | -- | -- | -- | -- | -- | -- | -- | -- | -- | -- | -- | -- | -- | -- | -- | -- | -- | -- | -- | -- | -- |
| Helyszín | O | I  | O | I  | O  | I  | O  | I  | O  | I  | O  | O  | I  | O  | I  | I  | O  | I  | O  | I  | O  | I  | O  | I  | O  | I  | I  | O  | I  | O  |
| Eredmény | D | GY | V | V  | V  | V  | V  | D  | V  | V  | V  | V  | V  | V  | GY | V  | V  | V  | D  | V  | D  | V  | GY | V  | V  | V  | D  | D  | V  | V  |
| Helyezés | 9 | 3  | 8 | 10 | 13 | 15 | 15 | 15 | 15 | 15 | 15 | 16 | 16 | 16 | 16 | 16 | 16 | 16 | 16 | 16 | 16 | 16 | 16 | 16 | 16 | 16 | 16 | 16 | 16 | 16 |

Helyszín: O = Otthon; I = Idegenben. Eredmény: GY = Győzelem; D = Döntetlen; V = Vereség.

### Magyar kupa
| 3. forduló 2008. szeptember 3. 15:30 |

| FC Dabas                            | 0 – 6               | Rákospalotai EAC                                             |
| ----------------------------------- | ------------------- | ------------------------------------------------------------ |
| Balázs 25' Buczkó 48' Volenszki 69' | (0 – 4) Jegyzőkönyv | Torma 13' 45' Nyerges 20' Balaskó 27' Kőhalmi 65' Hajnal 75' |

| Játékvezető: Fajkusz Gábor (magyar) |

| 4. forduló 2008. szeptember 24. 15:30 |

| Újszászi VVSE | 0 – 3               | Rákospalotai EAC                                |
| ------------- | ------------------- | ----------------------------------------------- |
| Boros 80'     | (0 – 2) Jegyzőkönyv | Jeremiás 11' Dancs 29' Tandari 60' Gasparik 86' |

| Játékvezető: Erdős József (magyar) |

| 5. forduló Első mérkőzés 2008. október 8. 17:00 |

| Kecskeméti TE         | 1 – 1               | Rákospalotai EAC                             |
| --------------------- | ------------------- | -------------------------------------------- |
| Csordás 28' Čukić 83' | (1 – 0) Jegyzőkönyv | Kapcsos 83' Kovács 36' Erős 56' Jeremiás 66' |

| Széktói Stadion, Kecskemét Nézőszám: 700 Játékvezető: Vad II. István (magyar) |

| 5. forduló Visszavágó 2008. október 22. 14:00 |

| Rákospalotai EAC                                      | 2 – 2 (h. u.)              | Kecskeméti TE                          |
| ----------------------------------------------------- | -------------------------- | -------------------------------------- |
| Nyerges 11' Torma 74' Erős 26' Pomper 39' Kapcsos 75' | (0 – 1, 1 – 1) Jegyzőkönyv | Litsingi 10' 68' Csordás 43' Čukić 11' |

| Budai II László Stadion, Budapest Nézőszám: 150 Játékvezető: Szilasi Szabolcs (magyar) |

- Továbbjutott a Kecskeméti TE, 3–3-s összesítéssel, idegenben lőtt több góllal.

### Ligakupa

#### Csoportkör (D csoport)
| 1. forduló 2008. október 1. 17:00 |

| FC Fehérvár                         | 4 – 0               | Rákospalotai EAC    |
| ----------------------------------- | ------------------- | ------------------- |
| Kulcsár 15' 19' Disztl 21' Nagy 67' | (3 – 0) Jegyzőkönyv | Dancs 21' Hajdu 78' |

| Sóstói Stadion, Székesfehérvár Játékvezető: Oláh Gábor (magyar) |

| 2. forduló 2008. október 15. 16:00 |

| Rákospalotai EAC | 0 – 3               | Kecskeméti TE                                  |
| ---------------- | ------------------- | ---------------------------------------------- |
|                  | (0 – 0) Jegyzőkönyv | Alempijević 58' Mamouna 60' Nagy 69' Koszó 16' |

| Budai II László Stadion, Budapest Nézőszám: 150 Játékvezető: Farkas Ádám (magyar) |

| 3. forduló 2008. október 29. 18:00 |

| Budapest Honvéd                                                     | 8 – 1               | Rákospalotai EAC      |
| ------------------------------------------------------------------- | ------------------- | --------------------- |
| Kocsis 4' 45' Gebro 25' Simić 30' Arsenijević 56' 86' Diego 63' 90' | (4 – 1) Jegyzőkönyv | Lisztes 3' Kovács 57' |

| Bozsik József Stadion, Budapest Játékvezető: Varga László (magyar) |

| 4. forduló 2008. november 5. 13:30 |

| Baktalórántháza VSE | 0 – 2               | Rákospalotai EAC          |
| ------------------- | ------------------- | ------------------------- |
| Illés 68'           | (0 – 0) Jegyzőkönyv | Dancs 62' 83' Kőhalmi 68' |

| Baktalórántháza Játékvezető: Nagy Róbert (magyar) |

| 5. forduló 2008. november 12. 18:00 |

| Rákospalotai EAC       | 2 – 3               | Ferencváros                                |
| ---------------------- | ------------------- | ------------------------------------------ |
| Sallai 28' Kapcsos 81' | (1 – 2) Jegyzőkönyv | Kamate 16' Pisanjuk 42' Brettschneider 49' |

| Budai II László Stadion, Budapest Játékvezető: Mészáros István (magyar) |

| 6. forduló 2008. december 3. 13:00 |

| Rákospalotai EAC                              | 2 – 4               | FC Fehérvár                         |
| --------------------------------------------- | ------------------- | ----------------------------------- |
| Torma 54' 60' Dancs 31' Gasparik 56' Erős 58' | (0 – 2) Jegyzőkönyv | Sitku 7' 83' Kulcsár 44' Farkas 59' |

| Budai II László Stadion, Budapest Játékvezető: Takács János (magyar) |

| 7. forduló 2008. november 29. 13:00 |

| Kecskeméti TE                                    | 2 – 2               | Rákospalotai EAC                                |
| ------------------------------------------------ | ------------------- | ----------------------------------------------- |
| Montvai 28' Menyhárt 84' Vlahović 58' Kormos 79' | (1 – 1) Jegyzőkönyv | Dancs 31' 58' Pomper 60' Kapcsos 68' Sallai 77′ |

| Széktói Stadion, Kecskemét Nézőszám: 150 Játékvezető: Iványi Zoltán (magyar) |

| 8. forduló 2008. december 6. 13:00 |

| Rákospalotai EAC                | 1 – 0               | Budapest Honvéd                        |
| ------------------------------- | ------------------- | -------------------------------------- |
| Kapcsos 65' Kovács 48' Erős 58' | (0 – 0) Jegyzőkönyv | Tóth 15' Debreceni 45' Hercegfalvi 78′ |

| Budai II László Stadion, Budapest Játékvezető: Németh Ádám (magyar) |

| 9. forduló 2009. február 7. 14:00 |

| Rákospalotai EAC                                        | 4 – 1               | Baktalórántháza VSE                          |
| ------------------------------------------------------- | ------------------- | -------------------------------------------- |
| Torma 37' 67' Kapcsos 39' Varga 52' Erős 45' Pintér 88' | (2 – 1) Jegyzőkönyv | Marics 25' Tolnai 36' Koskovits 49′ Deák 71' |

| Budai II László Stadion, Budapest Játékvezető: Fábián Mihály (magyar) |

| 10. forduló 2009. február 15. 17:30 |

| Ferencváros                                           | 3 – 0               | Rákospalotai EAC                |
| ----------------------------------------------------- | ------------------- | ------------------------------- |
| Dragóner 18' Kamate 60' Tóth 89' Wolfe 26' Lowton 38' | (1 – 0) Jegyzőkönyv | Kapcsos 4' Kovács 17' Varga 29' |

| Albert Flórián Stadion, Budapest Játékvezető: Veizer Roland (magyar) |

#### A D csoport végeredménye
| Színmagyarázat | Színmagyarázat                                                 |
| -------------- | -------------------------------------------------------------- |
|                | A csoportelső és csoportmásodik bejutott a középdöntőbe.       |
|                | A csoport többi helyezettje nem folytathatta a kupaszereplést. |

| Csapat              | M  | Gy | D | V  | Lg | Kg | Gk  | P  |
| ------------------- | -- | -- | - | -- | -- | -- | --- | -- |
| FC Fehérvár         | 10 | 7  | 3 | 0  | 29 | 9  | +20 | 24 |
| Budapest Honvéd     | 10 | 5  | 4 | 1  | 33 | 16 | +17 | 19 |
| Ferencváros         | 10 | 5  | 4 | 1  | 20 | 10 | +10 | 19 |
| Kecskeméti TE       | 10 | 3  | 2 | 5  | 22 | 17 | +5  | 11 |
| Rákospalotai EAC    | 10 | 3  | 1 | 6  | 14 | 28 | -14 | 10 |
| Baktalórántháza VSE | 10 | 0  | 0 | 10 | 3  | 41 | -38 | 0  |

## Külső hivatkozások
- A csapat hivatalos honlapja
- A Magyar Labdarúgó Szövetség honlapja, adatbankja
- A Rákospalotai EAC mérkőzései